# Szabó Virág (író)
Szabó Virág (Miskolc, 1980. szeptember 9. –) magyar író, újságíró, pedagógus, önismereti tréner, új oktatási programok kidolgozója.A Fénypont Kreatív Műhely Közhasznú Alapítvány elnöke. 

## Élete
Kora gyermekkora óta ír. Tizenöt évesen felkérték egy városi diáklap főszerkesztői feladatainak ellátására, amely sikerének köszönhetően – még a középiskola mellett - a hazai sajtó szabadúszó újságírója, szerkesztője lett.
Tizenkilenc éves kora óta saját módszerével tanítja az újságírás és az írás mesterségét-művészetét gyerekeknek és felnőtteknek. Időközben magyar szakos pedagógus, és drámapedagógus lett, illetve autodidakta módon elsajátított több önismereti módszert, amelyek ötvözésével folyamatosan alakítja saját, egyedi repertoárját a tanítás és a személyiség-gyógyítás területén. Tizenhat éves kora óta dolgozik egy új óvoda-és iskolaprogram megalkotásán.
Jelenleg Törökbálinton él második férjével és kislányával.
A Fénypont Kreatív Műhely Közhasznú Alapítvány célja hozzásegíteni az embereket alkotó énjük megtalálásához, önismereti útjuk felvállalásához – egy szebb, harmonikusabb világ megteremtése érdekében.
Választott írói műfajai: a mese, a novella, a kisregény és a regény.
Témái spirituális jellegűek, elsősorban az emberi önkeresés kérdéseivel foglalkoznak.

## Magyarországon megjelent könyvei
- Napló az örökkévalóságról; lejegyezte Szabó Virág 2000 nyarán; Miskolci Egyetem, Miskolc, 2003
- 2005. Holdfogyatkozás – spirituális kalandregény
- 2007. Lélek-forrás – spirituális felnőtt-mesekönyv
- 2008. A tengeren is túl – spirituális kisregény
- 2008. Mandralínia, a harcosok földje. I. könyv; Fénypont Kreatív Műhely Közhasznú Alapítvány, Miskolc, 2008 (spirituális kisregény gyerekeknek, a könyvből musical is készült)
- 2010. Átölelem a félelmeimet – Emberi párbeszéd az Új Kor hajnalán.

## Érdekességek
- 2003. Az első maori-magyar szótár társfordítója
- 2004. Az első kecsua-magyar szótár társfordítója